# ديليا أرنولد
ديليا أرنولد (بالملايوية: Delia Arnold) هي لاعبة الاسكواش ماليزية، ولدت في 26 يناير 1986 في كوالالمبور في ماليزيا.

## وصلات خارجية
- ديليا أرنولد على موقع الاتحاد الدولي لمحترفي الاسكواش (مؤرشف) (الإنجليزية)
- ديليا أرنولد على موقع SquashInfo.com (الإنجليزية)